# 芒苞草
芒苞草（学名：Acanthochlamys bracteata），为石蒜科芒苞草属下的一个植物种。